# Rugles
Rugles là một xã thuộc tỉnh Eure trong vùng Normandie miền bắc nước Pháp.

### Huy hiệu
| Arms of Rugles | The arms of Rugles are blazoned: Argent, 3 cinqfoils gules. |